# Język tok pisin
Język tok pisin – język kreolski na bazie angielskiego, rozpowszechniony w Papui-Nowej Gwinei, gdzie jest jednym z języków urzędowych. Dla około 120 tys. mieszkańców kraju jest językiem ojczystym, jako drugi język zna go 4 miliony osób. Jest najszerzej znanym w Papui-Nowej Gwinei językiem – pełni w tym kraju funkcję języka wehikularnego.
Nazwa języka pochodzi od dwóch słów: talk, zaczerpniętego z języka angielskiego, oraz pidgin (lub pigeon), wziętego z chińskiego pidżynu, w którym oznacza „interes, biznes”. Niektórzy językoznawcy uważają, że pidgin jest wymową słowa business z chińskim akcentem. Inne nazwy spotykane w literaturze anglojęzycznej to: Pisin, Melanesian, Neomelanesian, New Guinea Pidgin English, Melanesian English.
Tok pisin jest używany w parlamencie, w mediach, wydaje się w nim książki. Jest nauczany w szkołach i stanowi język liturgii.
Słownictwo tok pisin jest pochodzenia głównie angielskiego, a jego gramatyka (m.in. składnia) ma podłoże oceaniczne (austronezyjskie). Wpływy języków austronezyjskich zaznaczyły się również na poziomie semantyki. Występują pożyczki słownikowe z portugalskiego, hiszpańskiego, niemieckiego i rodzimych języków Papui-Nowej Gwinei. Szyk zdania to SVO (podmiot orzeczenie dopełnienie).

## Fonetyka
System fonetyczny tok pisin jest wyraźnie uproszczony w stosunku do angielskiego. Istnieje tylko 16 spółgłosek i 5 samogłosek.

### Spółgłoski
|             | wargowe | zębowe | podniebienne | miękko- podniebienne | krtaniowe |
| ----------- | ------- | ------ | ------------ | -------------------- | --------- |
| zwarte      | p b     | t d    |              | k g                  |           |
| szczelinowe | v       | s      |              |                      | h         |
| nosowe      | m       | n      |              | ŋ                    |           |
| półotwarte  | w       | l      | j            |                      |           |
| drżące      |         | r      |              |                      |           |

### Samogłoski
|             | przednie | centralne | tylne |
| ----------- | -------- | --------- | ----- |
| przymknięte | i        |           | u     |
| średnie     | e        |           | o     |
| otwarte     |          | a         | a     |

## Przykładowy tekst (Ojcze nasz)
```
Papa bilong mipela
yu stap long heven.
Mekim nem bilong yu i kamap bikpela.
Mekim kingdom bilong yu i kam.
Strongim mipela long bihainim laik bilong yu long graun,
olsem ol i bihainim long heven.
Givim mipela kaikai inap long tude.
Pogivim rong bilong mipela,
olsem mipela i pogivim ol arapela i mekim rong long mipela.
Sambai long mipela long taim bilong traim.
Na rausim olgeta samting nogut long mipela.
Amen.

```